# 馬爾基

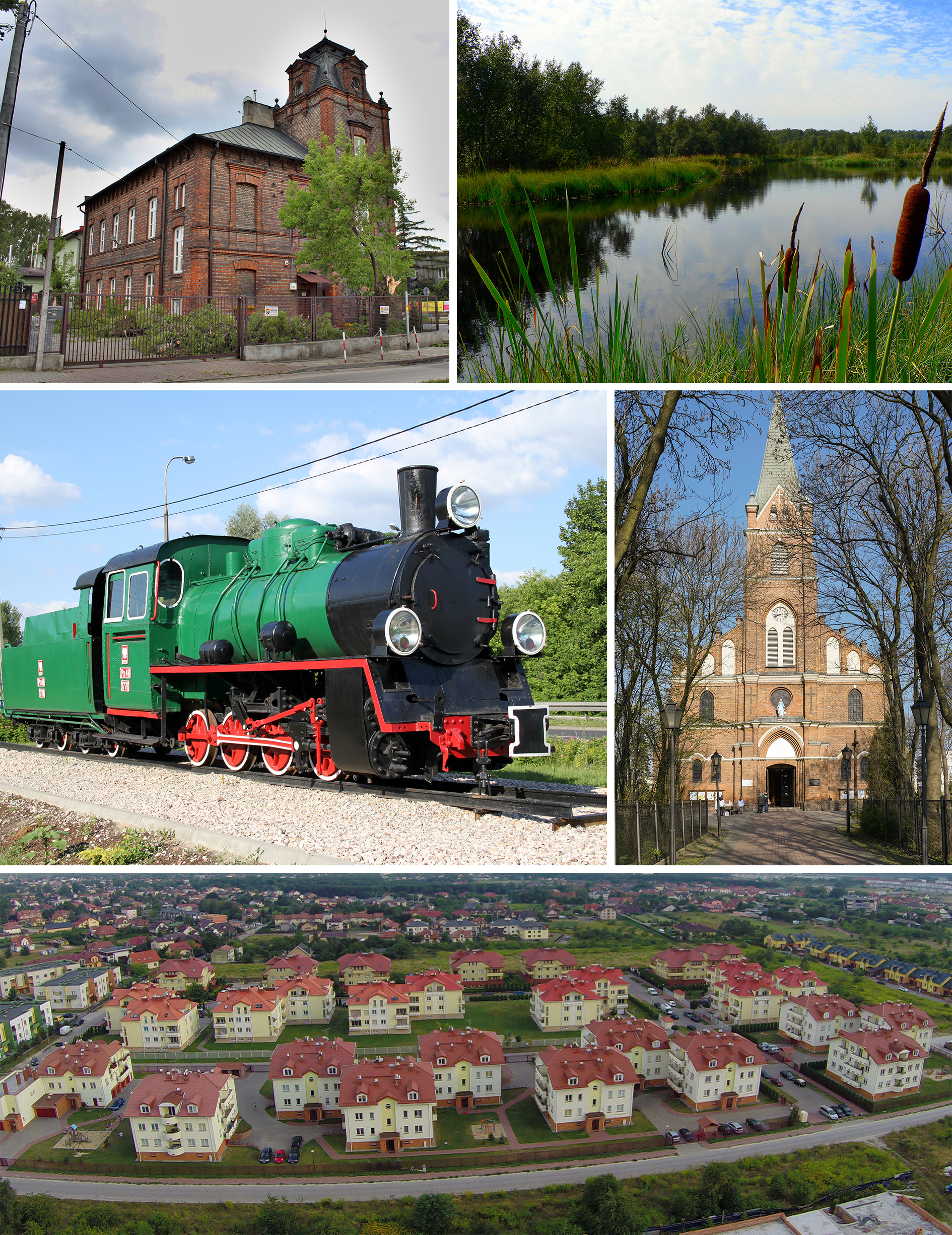

馬爾基是波蘭的城鎮，位於該國中部，毗鄰首都華沙，由馬佐夫舍省負責管轄，始建於十六世紀，面積26.03平方公里，該地區自史前時代有人類居住，2008年人口2,300。

## 外部連結
- Official website （页面存档备份，存于）
- Jewish Community in Marki （页面存档备份，存于） on Virtual Shtetl

52°19′40″N 21°06′30″E / 52.32778°N 21.10833°E